# Aulopareia koumansi
Aulopareia koumansi är en fiskart som först beskrevs av Herre, 1937.  Aulopareia koumansi ingår i släktet Aulopareia och familjen smörbultsfiskar. Inga underarter finns listade.